# 1291년 연방헌장
연방헌장(聯邦憲章, 독일어: Bundesbrief) 또는 동맹서한(同盟書翰, 라틴어: Foedus Pactum Helveticum)은 스위스에서 가장 오래된 헌법 문서 중 하나이다. 1291년 우리, 슈비츠 및 운터발덴의 주 사이의 동맹 조약인 헌장은 구스위스 연방이 등장할 수 있게 된 일련의 동맹 중 하나이다. 19세기와 20세기에 스위스 연방 국가가 수립된 후 헌장은 대중의 상상 속에서 스위스의 건국 문서가 되었다.
이 헌장은 현재 스위스 중부에 있는 3개 주의 연합인 삼림주 연맹(Ewiger Bund der Drei Waldstätten)의 영원한 동맹을 문서화한다. 1291년 8월 초로 거슬러 올라가며, 이는 20세기에 스위스 건국 기념일인 8월 1일에 영감을 주었다. 라틴어로 작성된 헌장은 이전(분실 또는 기록되지 않은) 협정을 참조한다. 현재 슈비츠에 있는 스위스 연방 헌장 박물관에 전시되어 있다.

## 내용
우리, 슈비츠 및 운터발덴의 고산 지역 사람들 사이에 동맹이 체결되었다. (homines vallis Uranie universitasque vallis de Switz ac communitas hominum Intramontanorum Vallis Inferioris) 참가자들은 conspirati 및 (동의어로) coniurati라고 하며, 전통적으로 독일어로 "Eidgenossen"(영어로는 ‘Confederates’)으로 번역된다.
이 헌장은 아마도 1291년 7월 15일 합스부르크 왕가의 루돌프 1세가 사망한 후 법적 확실성을 보장하기 위한 것이었다. 처음 두 단락은 세 계곡의 공동 방어에 세 공동체 모두를 약속한다. 헌장의 나머지 부분은 사법 문제에 관한 것이다. 분쟁 발생 시 중재를 요구하고, 외국 판사를 기각하고, 살인자에 대한 사형과 방화범에 대한 추방을 설정하고, 판사와 사법적 평결에 복종할 것을 명령한다.

## 날짜와 문맥
편지의 진위 여부는 현대의 위조로 의심되는 경우가 많았다. 그러나 역사가들은 이제 그것이 확실히 14세기의 산물이라는 데 동의한다. 1991년에 양피지는 1252년에서 1312년 사이의 방사성 탄소였다 (85%의 확실성).
따라서 이 문서는 1848년 현대 연방국가의 출현과 관련된 위조가 아니다. 오히려 카를 4세가 모든 conjurationes, confederations 및 conspires를 불법화 한 1356년 금인칙서의 15장의 맥락에서 보아야 한다. 특히 도시 동맹(Städtebünde)뿐만 아니라 중세 유럽의 공동체 운동을 통해 생겨난 다른 공동체 리그도 있다. 그 당시에는 필요할 때만 문서를 생성하는 것이 매우 일반적이었다. 당시 계약은 대부분 구두로 이루어졌으며, 이후 작성되는 문서는 내용이나 날짜가 현재 목적에 맞게 변경될 수 있다.
이 헌장은 나중에 스위스 주가 된 정치체 간의 방어 조약 체계의 일부였다. 여기에는 다음이 포함되며 스위스 연방 헌장 박물관에도 전시되어 있다.
- 1315년: 1315년 12월 9일 우리, 슈비츠 및 운터발덴의 연방 헌장(일명 브룬넨 조약)
- 1332년: 우리, 슈비츠 및 운터발덴과 함께 루체른 시 헌장
- 1352년 : 글라루스와의 헌장
- 1352년 : 추크와 헌장
- 1451년: 장크트갈렌 수도원 및 취리히, 루체른 및 슈비츠 및 글라루스와 계약
- 1454년: 취리히, 베른, 루체른, 슈비츠, 추크, 글라루스와 장크트갈렌의 영원한 계약
- 1464년: 위에 언급된 라퍼스빌과의 계약
- 1481년: 프리부르와 졸로투른의 계약
- 1501년: 11개의 인장에 해당하는 사본수가 11개로 알려진 바젤과 계약.[2]
- 1501년: 샤프하우젠과 계약
- 1513년: 아펜첼과 계약

## 현대의 수용
1291년의 헌장은 19세기 후반에만 스위스의 역사서에서 중요하게 되었다. 이전에 남부 연합의 설립 날짜는 전통적으로 1307년(Aegidius Tschudi)으로 주어졌다. 이것은 여전히 1895년에 위임된 텔 기념비(Tell Monument)에 새겨진 해이다.
연방의 창립 문서를 나타내는 1291년의 헌장에 대한 아이디어는 1889년 11월 21일 연방 내무부가 베른 건국 700주년 기념행사를 제안한 맥락에서 처음 제안되었다. 1891년 남부 동맹 600주년 기념일. 문서의 날짜를 기준으로 8월 1일을 공휴일로 지정하는 것은 1899년에 처음 제안되었다. (공식적으로는 1994년에만 도입됨)
연방의 기초 문서를 보관하는 전용 국가 기념물을 건설하려는 아이디어는 1891년 연방 의원 에밀 벨티와 카를 쉔크에 의해 처음 제안되었다. 이 계획은 1915년 모르가르텐 전투 600주년 기념행사를 준비하는 동안 재검토되었지만, 제1차 세계 대전으로 인해 실현이 지연되었다. 전쟁이 끝난 후 슈비츠주는 이 프로젝트에 대한 연방 지원을 요청했으며, 1928. 1933년 조제프 벨러가 설계한 연방 헌장 기록 보관소(Bundesbriefarchiv)가 1936년에 개관했다. 1979/80년에 전시장을 개조하고 박물관에 전시된 21개의 현수막과 깃발에 대한 복원 작업을 수행했다. 1998/99년에는 전시회가 재편성되었다. 그동안 기관은 스위스 연방 헌장 박물관(Bundesbriefmuseum)으로 이름을 변경했다.

## 같이 보기
- 스위스의 역사
- 스위스의 주
- 타크자충 (Tagsatzung, 구스위스 연방의회)